# Arnulfo Miramontes
Arnulfo Miramontes Romo de Vivar (Tala, Jalisco, 18 juli 1881 – Mexico-Stad, 13 maart 1960) was een Mexicaanse componist, pianist, organist, orkestdirigent en pianoleraar. Hij was schrijver van bijna 200 werken, variërend van pianominiaturen tot opera's, alle met een conservatieve esthetiek, in de context van de late post-romantiek.

## Biografie

### Jonge jaren en opleiding
Arnulfo Miramontes Romo de Vivar was afkomstig uit het Mexicaanse stadje Tala, Jalisco, en was een van de elf kinderen van Marcial L. Miramontes Flores (1840-1891), zilversmid van beroep, en Maria Refugio Romo de Vivar López (1850-1911). Toen zijn vader stierf, besloot de familie zich te vestigen in Aguascalientes (ca. 1893), een stad die de componist later als zijn vaderland ging beschouwen en waar hij hoogstwaarschijnlijk zijn studies notenleer, theorie en piano begon bij José H. Azios. Het was in deze stad dat hij zijn eerste 'wapenfeit' als musicus zou behalen: hij werd, rond 1895, organist van del Santuario de Nuestra Señora de Guadalupe. (Het Heiligdom van Onze Lieve Vrouw van Guadalupe)
Tot op heden is het niet mogelijk geweest de details van zijn muzikale opleiding duidelijk vast te stellen, hoewel er wel kan worden bevestigd dat het meest relevante deel ervan de studies waren die hij rond 1900 volgde bij Francisco Godínez, de eerste organist van het kathedraal van Guadalajara, en die van rond 1909 aan het Stern'sches Konservatorium der Musik in Berlijn, nu de Universität der Künste Berlin, waar hij pianolessen volgde bij Martín Krause (1853-1918), een leerling van Franz Liszt (1811-1886), en harmonie en compositie bij Philipp Rüfer (1844-1919). Het was aan deze instelling dat hij zijn eerste twee representatieve werken componeerde: ouverture La Primavera (1909) en Cuarteto de cuerdas Nº 1 (1909).

### Carrière
Na zijn terugkeer naar Mexico (1909) vestigde hij zich in Aguascalientes, waar hij in 1910 van de "Comisión Central del Centenario de la Independencia Nacional" de opdracht kreeg een reeks concerten te organiseren ter gelegenheid van de 100e verjaardag van het begin van de onafhankelijkheidsbeweging, recitals waarin hij eigen werken dirigeerde, evenals de Sinfonía n.º 5 en do menor, op. 67 van L. V. Beethoven (1770-1827) - en voerde Franz Liszts Concierto para piano y orquesta n.º 1 en mi bemol mayor, R. 455, S. 124 uit. In hetzelfde jaar won hij een eerste prijs voor zijn Cuarteto de cuerdas Nº 1, in een wedstrijd georganiseerd door het toenmalige Secretaría de Instrucción Pública y Bellas Artes. (Secretariaat voor Openbare Instructie en Schone Kunsten)
De jaren 10 kunnen worden beschouwd als het meest productieve decennium van zijn carrière als componist, want in deze periode schreef Miramontes de orkestwerken Oficio de difuntos (1912), Misa de Réquiem (1912), een werk dat hij op droeg aan zijn moeder, Concierto para piano y orquesta (1914), Primera Sinfonía (1916), Allegro Scherzando (1917), opera Anáhuac (1917), een libretto van Francisco Bracho (1855-?), Baile Azteca (1918), opgedragen aan de danseres Norka Rouskaya, Suite Sinfónica Mexicana (1918), en tientallen composities voor piano, waaronder de Sonata para piano (1914), opgedragen aan Carlos del Castillo (1882-1959), en Sonata para violín y piano (1917), opgedragen aan Josep Rocabruna (1879-1957), werken voor zang en piano, waarvan er elf tot op heden bewaard zijn gebleven, met name Fuga a 4 partes (datum onbekend), uitgevoerd bij de première van het orkest in de Templo de San Marcos in de hoofdstad Aguascalientes (datum onbekend), en Cantata Otoño (1909). Aan het eind van dit decennium trouwde hij op 20 mei 1918 met professor María de Jesús Romo de Vivar y Pimienta, met wie hij op 29 maart 1919 zijn enige zoon, Arnulfo de San Patricio, kreeg.
In 1921 en 1923 tot 1924 bezocht hij de Verenigde Staten om artistieke redenen. Een van de activiteiten die hij ondernam was een deelname aan het Columbia University in New York aan een poëzie-muzikaal recital waaraan de sopraan María Luisa Escobar de Rocabruna (1885-1965) en de Chileense dichteres Gabriela Mistral (1889-1957) deelnamen. Uit deze jaren dateren ook zijn eerste contracten met verschillende muziekrepertoires in Mexico-Stad, Otto en Arzoz, Salvador Cabrera, Fanghaenel en Kuntze en de compositie van de Gran Marcha Triunfal (1921). Van 1927 tot 1929 werd hij benoemd tot chef-dirigent van het Orquesta Sinfónica de Aguascalientes, een periode waarin hij het Ballet Sinfónico Iris (1926) componeerde, opgedragen aan de zonsondergangen van de stad Aguascalientes.
In 1930 werden zijn werken Marcha Querétaro, partituur niet gevonden, en Preludio Cromático, gemaakt in 1925, bekroond op het "Concurso Musical Querétaro"; hij werd ook lid van het tijdschrift "México Musical", geleid door Carlos del Castillo. Jaren later componeerde hij de Segunda Sinfonía (1933) en de opera Cíhuatl (1934), een libretto van Catalina D'Erzell (1897-1950). In 1934 werd hij opnieuw benoemd tot chef-dirigent van het Orquesta Sinfónica de Aguascalientes, en het jaar daarop won hij de tweede prijs voor Poema Sinfónico de la Revolución (1935) in een wedstrijd georganiseerd door de Secretaría de Educación Pública. Tegen het einde van dat decennium (ca. 1938) componeerde hij Misa Solemne y Cuarteto de cuerdas Nº 2.

### Als leraar
In de laatste twee decennia van zijn leven wijdde Miramontes zich vooral aan het lesgeven, reden waarom hij drie cycli componeerde, gewijd aan kinderen of beginnende pianisten: Escenas infantiles (ca. 1950), Miniaturas mexicanas (ca. 1952) en Navidad infantil (ca. 1958); in deze periode componeerde hij echter ook grootschalige werken zoals Tercera Sinfonía (1947) en tres oratorios (1943, 1956 en 1959), en liet hij de eerste schetsen na van nog een oratorium (1960), waarvan hij de compositie door zijn dood niet kon voltooien. Gedurende deze twee decennia slaagde Miramontes er ook in om via Agustín Llopis de Olivares, zijn vertegenwoordiger in de Verenigde Staten, het Amerikaanse muziekrepertoire Casa Baron Inc. (1950) te publiceren met verscheidene werken voor piano. De Edwin A Fleisher Collection of Orchestral Music van The Free Library of Philadelphia verwierf verscheidene van zijn orkestwerken (1942).
Op pedagogisch gebied viel zijn werk op aan de Escuela de Música Sacra de Querétaro en het Conservatorio José Guadalupe Velázquez van dezelfde staat, alsmede aan de "Academia de Piano y Composición Miramontes", die afdelingen had in Mexico-Stad, Aguascalientes, Guanajuato, Hidalgo, Puebla, Querétaro, San Luis Potosí en Zacatecas. Tot zijn belangrijkste leerlingen behoorden Concepción Aguayo Mora (1910-2008) en Ladislao Juárez Ponce (1927-2011) in Aguascalientes, evenals Esperanza Cabrera Muñoz (1924-1979), Felipe Ramírez Ramírez (1939-2015) en Gloria Carmona González (1936) in Querétaro.

### Laatste jaren

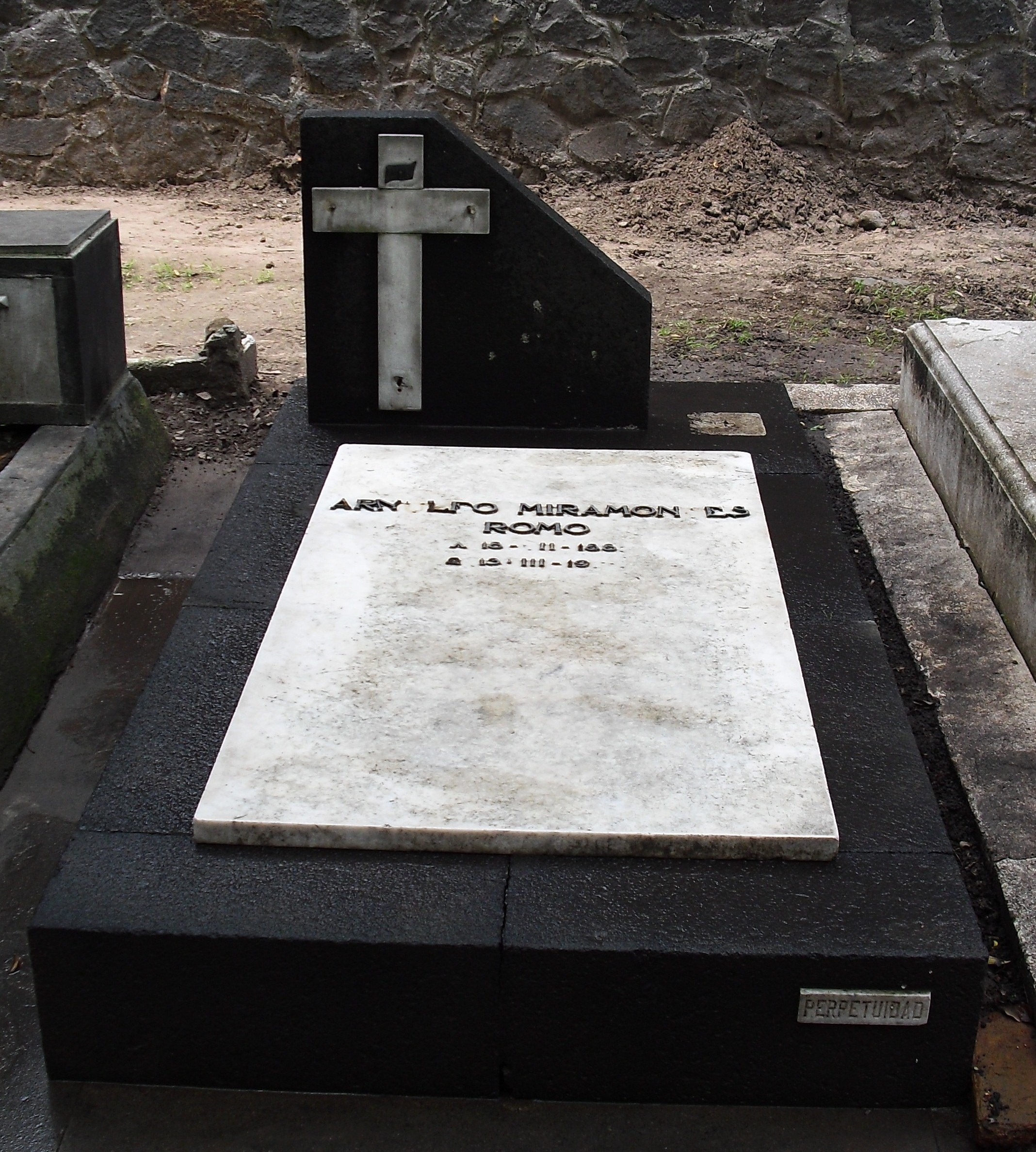
Graf van Arnulfo Miramontes in het Panteón Francés

De laatste uitvoeringen van werken van Miramontes op Mexicaanse bodem en tijdens het leven van de componist vonden plaats in maart en september 1959, in het kader van het "1er Festival de Música Sinfónica de Compositores Mexicanos" (Eerste Festival van Symfonische Muziek van Mexicaanse Componisten), georganiseerd door het INBA. In deze twee concerten speelden zij respectievelijk Segunda Sinfonía en Iris. Arnulfo Miramontes overleed op 78-jarige leeftijd in Mexico-Stad op 13 maart 1960. Hij ligt begraven op het Panteón Francés in Mexico-Stad.

## Discografie
- Romanzas y Mazurkas. Urtext Digital Classics, 2014. Zang (sopraan): Laura Pérez Rosillo. Viool: Érika Cano Magdaleno. Violoncello: Juan Leonardo Mendoza Maldonado. Piano: Bernardo Jiménez Casillas
- Preludios - Miniaturas mexicanas - Música de salón. Urtext Digital Classics, 2015. Piano: Bernardo Jiménez Casillas
- Estudios -Escenas infantiles - Arrulladoras. Urtext Digital Classics, 2015. Piano: Bernardo Jiménez Casillas

- Biblioteca Nacional de España: XX4902990
- International Standard Name Identifier: 0000 0000 7729 7456
- Library of Congress Control Number: no2006042778
- Virtual International Authority File: 19430164
- WorldCat: E39PBJpYwtwvpPqkFwGmYBYHG3